# Charles Spencer (Pianist)
Charles Spencer (* 1955 in Yorkshire) ist ein englischer Pianist und Hochschullehrer.

## Leben
Spencer studierte bei Max Pirani an der Royal Academy of Music in London und an der Universität für Musik und darstellende Kunst Wien. Er erhielt den Förderungspreis für künstlerische Leistungen der Österreichischen Bundesregierung. Er ist überwiegend als Liedbegleiter aktiv. Er war ständiger Pianist von Christa Ludwig, Bernarda Fink, Gundula Janowitz, Vesselina Kasarova, Marjana Lipovšek, Jessye Norman, Deborah Polaski, Thomas Quasthoff, Ildikó Raimondi, Peter Schreier, John Shirley-Quirk und Deon van der Walt. Darüber hinaus begleitete er u. a. Elīna Garanča, Petra Lang, Andreas Schmidt, Peter Seiffert, Petra-Maria Schnitzer, Janina Baechle und Iris Vermillion. Er hat zahlreiche Schallplatten aufgenommen – darunter Schubert-Lieder mit Gundula Janowitz und Thomas Quasthoff, Brahms-Lieder mit Marjana Lipovšek, Deborah Polaski, Deon van der Walt, Doris Soffel und Michael Volle sowie Recitals mit Maria Venuti und Deon van der Walt. Unterstützt von der Landesregierung von Schleswig-Holstein, gründete er mit dem Sänger Ulf Bästlein in Husum ein Lied-Festival. Seine Rossini-CD mit Cecilia Bartoli und seine Begleitung von Christa Ludwigs „Farewell to Salzburg“ fanden internationale Anerkennung. Seit 1999 wirkt Spencer auch als Professor für Liedinterpretation an der Universität für Musik und darstellende Kunst Wien.